# Emoia impar
Espèce
Synonymes
- Lygosoma impar Werner, 1898
- Lygosoma cyanurum var. schauinslandi Werner, 1901
- Mabuya deserticola Dunn, 1936

Statut de conservation UICN

 LC  : Préoccupation mineure
Emoia impar est une espèce de sauriens de la famille des Scincidae.

## Répartition
Cette espèce se rencontre dans l'archipel Bismarck, aux îles Salomon, au Vanuatu, aux États fédérés de Micronésie, aux Fidji, aux Tonga et aux Samoa.

## Publication originale
- Werner, 1898 : Vorläufige Mitteilung über die von Herrn Prof. F. Dahl im Bismarck-Archipel gesammelten Reptilien und Batrachier. Zoologischer Anzeiger, vol. 21, p. 552-556 (texte intégral).